# Hochalt
Der Hochalt ist ein 3285 m hoher Berg im Südtiroler Teil der Ötztaler Alpen.

## Lage und Umgebung
Der Hochalt liegt im südwestlichen Zweig des Saldurkamms zwischen dem Matscher Tal im Westen und dem Schlandrauntal im Osten. Etwa 1,5 km nordwestlich liegt im Gratverlauf der bei Wanderern beliebte Upiakopf. Etwa 200 Meter südwestlich des Gipfels liegt ein nur wenig niedrigerer Nebengipfel, an dessen Nordseite sich die Reste eines Gletschers befinden, der bis vor wenigen Jahrzehnten den gesamten Bereich zwischen den beiden Gipfeln bedeckte. Durch den Rückgang des Gletschers sind dort zwei Karseen entstanden.

## Routen zum Gipfel
Üblicher Ausgangspunkt für eine Tour auf den Hochalt ist normalerweise der Glieshof im Matscher Tal. Von dort aus kann über markierte Wanderwege der Upiakopf erreicht werden. Die weitere Route zum Hochalt über dessen Nordwestgrat ist weglos und erfordert leichte Kletterei im Schwierigkeitsgrad UIAA I.

## Name
Der Name ist vermutlich eine deutsch-alpenromanische Dopplung. Sein zweiter Bestandteil ist wohl auf ein alpenromanisches *altu mit der Bedeutung „hoch“ zurückzuführen, was den Hochalt etymologisch zu einer „Hoch-Hohen“ macht.

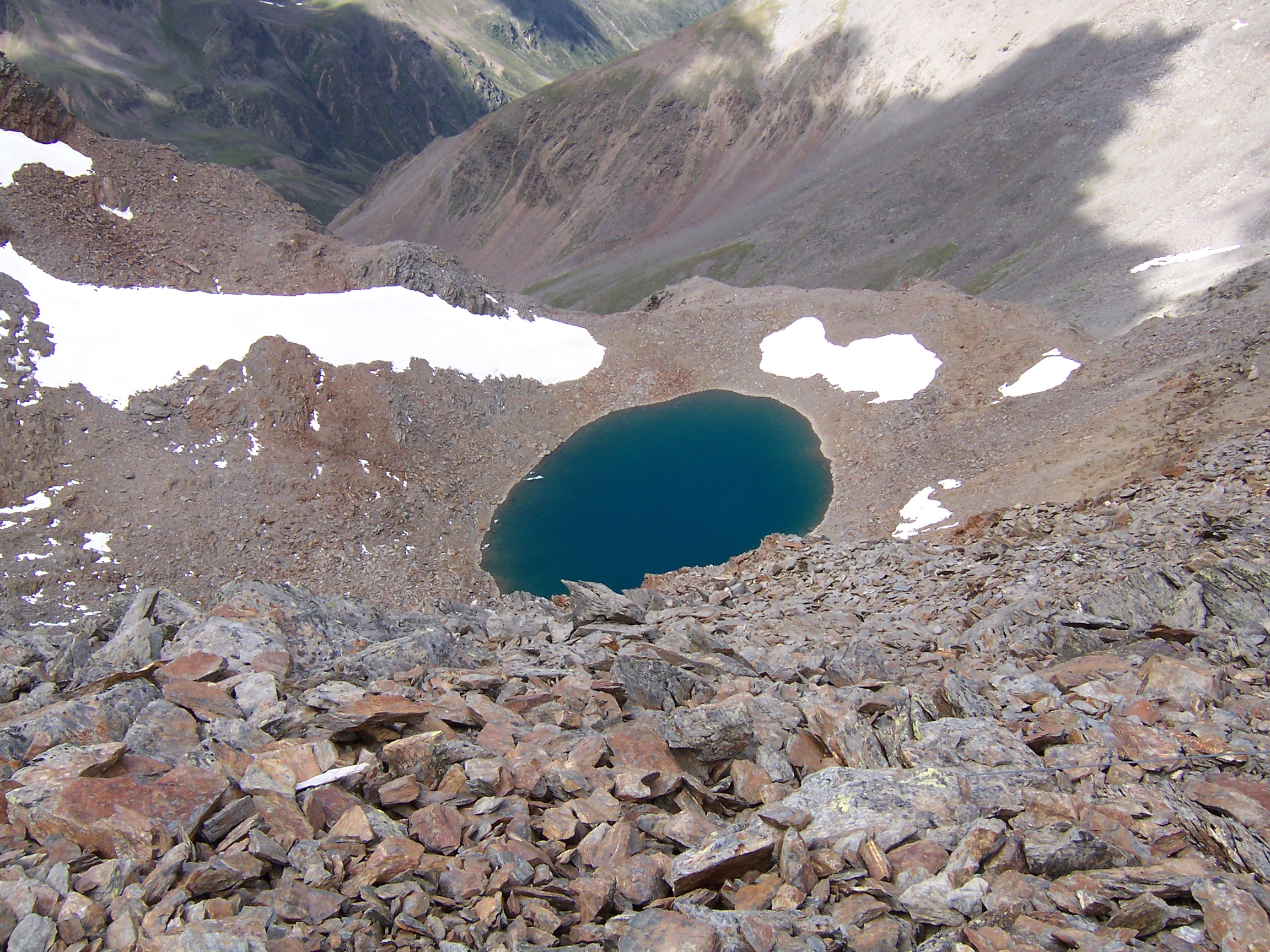
Unterer Karsee, vom Gipfel aus gesehen
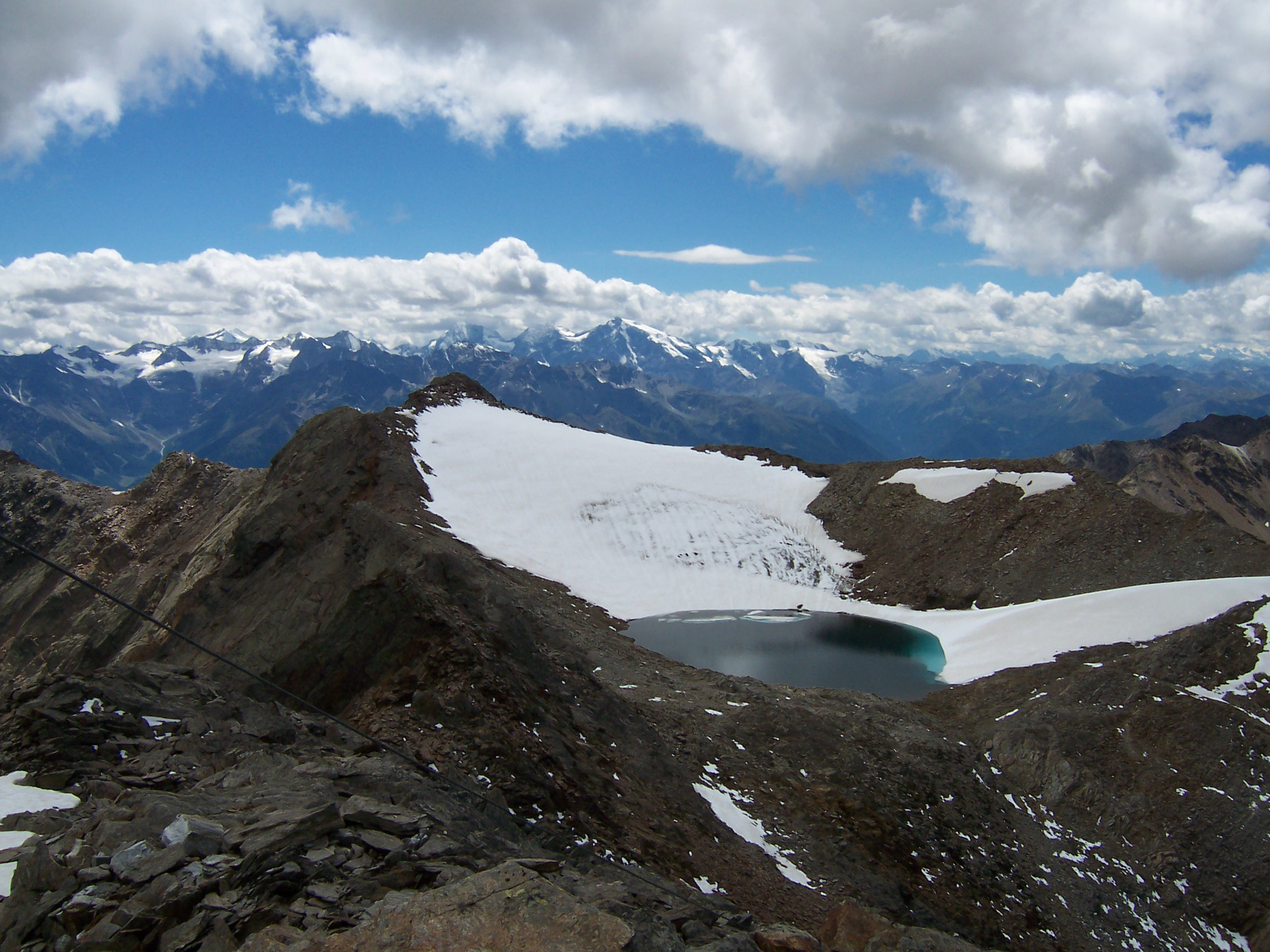
Oberer Karsee, vom Gipfel aus gesehen